# Ousmane Kanté
Ousmane Kanté, né le 21 septembre 1989 à Paris, est un footballeur international guinéen jouant au poste de défenseur central pour le Pau FC.

## Biographie

### Carrière en club
Ousmane Kanté est né le 21 septembre 1989 à Paris, de parents guinéens originaires de Labé, au Fouta-Djalon.

#### FCM Aubervilliers (2015 - 2015)
Ousmane Kanté rejoint Aubervilliers en provenance de la réserve de Créteil-Lusitanos qui évoluait en Division d'Honneur.
Il débute ainsi sa carrière chez les séniors à l'âge de 24 ans. Après dix matchs, il décide de rejoindre l'US Lusitanos Saint-Maur qui était alors une division en dessous d'Aubervilliers.

#### US Lusitanos Saint-Maur (2015 - 2017)
De retour à Saint-Maur, plus jeune il avait déjà porté les couleurs vertes et rouges.
Malgré le risque de rejoindre un club une division en dessous du précédant, il est récompensé en obtenant une promotion en CFA.
Lors de la seconde année au club, il réalise sa première sa première saison pleine avec un club en sénior. Saint-Maur réalise une très bonne saison terminant 3e à 4 points de la promotion, alors que l'objectif du début de saison était le maintien.

#### AS Béziers (2017 - 2018)
En continuant sa progression, Ousmane Kanté rejoint l'AS Béziers qui évoluait alors en National 1 depuis 2015.
Cette fin de saison 2017-2018 était palpitante, dans un contexte où Rodez AF était très performant, alternant entre la 1re et la 3e place pendant 24 journées sur les 34 possibles. Pendant que l'AS Béziers occupait le "ventre-mou" du championnat. Néanmoins, dès la 22e journée le club aligne 5 victoires consécutives faisant passer l'équipe de la 12e place à la 3e. En ne perdant qu'un match par la suite le club réalise une excellente fin de saison en terminant vice-champion, et Rodez AF 4e.

#### Paris FC (2018 - 2023)
Fort de cette promotion avec l'AS Béziers, Ousmane Kanté rejoint le Paris FC et signe son premier contrat professionnel à 28 ans.
Réalisant une première saison en professionnel convaincante, une prolongation de contrat est actée le 21 août 2019. Il s'est rapidement imposé comme étant un pilier de la défense Parisienne. Devenant depuis l'un des vice-capitaine du club.

#### Pau FC (depuis 2023)
En fin de contrat, il s'engage avec le Pau FC, en Ligue 2.

### En équipe nationale
En janvier 2022, il est retenu par le sélectionneur Kaba Diawara afin de participer à la Coupe d'Afrique des nations 2021 organisée au Cameroun.

## Statistiques

### Statistiques détaillées
| Saison                | Club                    | Championnat           | Championnat | Championnat | Championnat | Coupe nationale | Coupe nationale | Coupe nationale | Coupe de la Ligue | Coupe de la Ligue | Coupe de la Ligue | Compétition(s) continentale(s) | Compétition(s) continentale(s) | Compétition(s) continentale(s) | Compétition(s) continentale(s) | Guinée | Guinée | Guinée | Total | Total | Total |
| Saison                | Club                    | Division              | M.          | B.          | P.d.        | M.              | B.              | P.d.            | M.                | B.                | P.d.              | Comp.                          | M.                             | B.                             | P.d.                           | M.     | B.     | P.d.   | M.    | B.    | P.d.  |
| 2015-2015             | FCM Aubervilliers       | CFA                   | 10          | 0           | 0           | 0               | 0               | 0               | -                 | -                 | -                 | -                              | -                              | -                              | -                              | -      | -      | -      | 10    | 0     | 0     |
| Sous-total            | Sous-total              | Sous-total            | 10          | 0           | 0           | 0               | 0               | 0               | -                 | -                 | -                 | -                              | -                              | -                              | -                              | -      | -      | -      | 10    | 0     | 0     |
| 2015-2016             | US Lusitanos Saint-Maur | CFA 2                 | 9           | 1           | 0           | 0               | 0               | 0               | -                 | -                 | -                 | -                              | -                              | -                              | -                              | -      | -      | -      | 9     | 1     | 0     |
| 2016-2017             | US Lusitanos Saint-Maur | CFA                   | 28          | 3           | 0           | 0               | 0               | 0               | -                 | -                 | -                 | -                              | -                              | -                              | -                              | -      | -      | -      | 28    | 3     | 0     |
| Sous-total            | Sous-total              | Sous-total            | 37          | 4           | 0           | 0               | 0               | 0               | -                 | -                 | -                 | -                              | -                              | -                              | -                              | -      | -      | -      | 37    | 4     | 0     |
| 2017-2018             | AS Béziers              | National 1            | 26          | 3           | 0           | 0               | 0               | 0               | -                 | -                 | -                 | -                              | -                              | -                              | -                              | -      | -      | -      | 26    | 3     | 0     |
| Sous-total            | Sous-total              | Sous-total            | 26          | 3           | 0           | 0               | 0               | 0               | -                 | -                 | -                 | -                              | -                              | -                              | -                              | -      | -      | -      | 26    | 3     | 0     |
| 2018-2019             | Paris FC                | Ligue 2               | 35          | 0           | 1           | 1               | 0               | 0               | 1                 | 0                 | 0                 | -                              | -                              | -                              | -                              | -      | -      | -      | 37    | 0     | 1     |
| 2019-2020             | Paris FC                | Ligue 2               | 26          | 4           | 0           | 4               | 0               | 0               | 1                 | 0                 | 0                 | -                              | -                              | -                              | -                              | 1      | 0      | 0      | 32    | 4     | 0     |
| 2020-2021             | Paris FC                | Ligue 2               | 33          | 3           | 1           | 1               | 0               | 0               | -                 | -                 | -                 | -                              | -                              | -                              | -                              | 4      | 0      | 0      | 38    | 3     | 1     |
| Sous-total            | Sous-total              | Sous-total            | 94          | 7           | 2           | 6               | 0               | 0               | 2                 | 0                 | 0                 | -                              | -                              | -                              | -                              | 5      | 0      | 0      | 107   | 7     | 2     |
| Total sur la carrière | Total sur la carrière   | Total sur la carrière | 167         | 14          | 2           | 6               | 0               | 0               | 6                 | 0                 | 0                 | -                              | -                              | -                              | -                              | 5      | 0      | 0      | 184   | 14    | 2     |

### Matchs internationaux
Le tableau suivant liste les rencontres de l'équipe de Guinée dans lesquelles Ousmane Kanté a été sélectionné depuis le 12 octobre 2019 jusqu'à présent.

## Palmarès

### En club
Avec l'US Lusitanos Saint-Maur, Ousmane Kanté est vice-champion du groupe G de CFA 2 lors de la saison 2015-2016. Puis avec l'AS Béziers, il a été vice-champion de National 1 lors de la saison 2017-2018 obtenant ainsi la promotion du club en ligue 2.
| US Lusitanos Saint-Maur - CFA 2 : - Vice-champion : 2015-16 (Groupe G). |  | AS Béziers - National 1 : - Vice-champion : 2017-18. |